# Baraguá
Baraguá est une localité et une municipalité de Cuba dans la province de Ciego de Ávila.

## Géographie

### Situation
Baraguá est à l'est du centre de l'île de Cuba, au sud-est de la province de Ciego de Ávila, à 454 km sud-est de La Havane et 32 km nord-ouest de sa capitale de province Ciego de Ávila. Au sud elle est riveraine du golfe de Ana María (es) (dans la mer des Caraïbes) pour un peu plus de 3 km de longueur de côte.

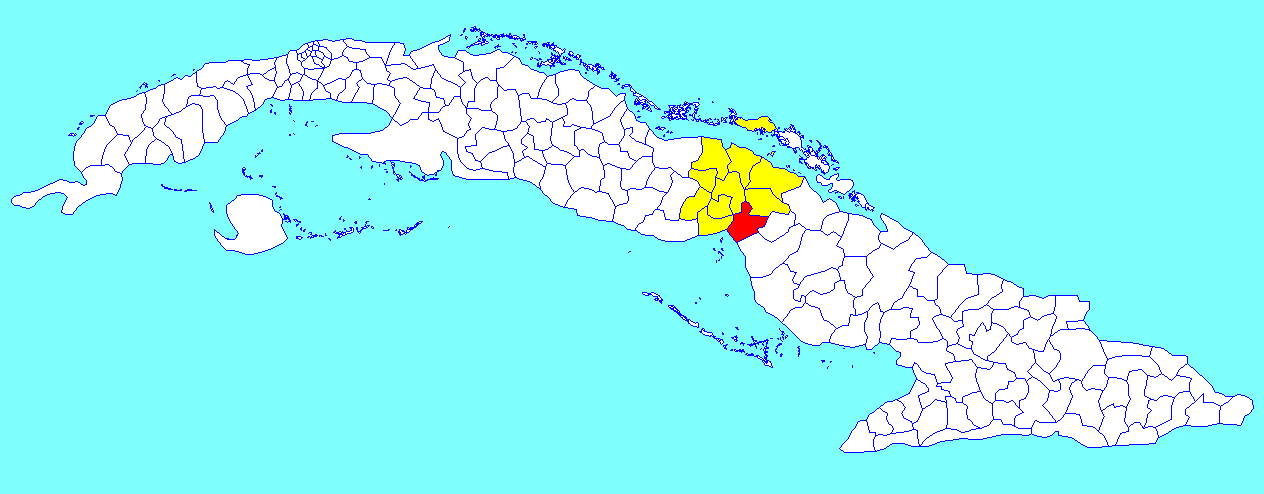
Municipalité de Baraguá dans la province de Ciego de Ávila

### Divisions administratives
La municipalité comprend six consejos populares :
- Baraguá
- Las 20
- Colorado
- Gaspar
- Centro - Corojo
- Pesquería

## Population
En 2022, la population de la municipalité était estimée à 31 361 habitants ; pour une surface de 788,2 km2, la densité de population est de 39,79 habitants/km².